# 寛 シングル・コレクション
『寛 シングル・コレクション』（ひろ シングル・コレクション）は、日本の女性歌手hiroの初のベストアルバム。

## 解説
- 2006年2月1日にSONIC GROOVEよりリリースされた。ボックスセット「寛 スペシャル・ボックス」と同時発売。
- それまでに発売したシングル曲を発売順に収録している（「見つめていたい」と未発表曲2曲は楽曲の制作時期にあわせて収録）。
- 「見つめていたい」から「Your innocence」までの楽曲はトイズ・ファクトリー時代に制作している。
- 初回盤はミニフォトブック付。

## 収録曲
1. 見つめていたい
作詞・作曲: 伊秩弘将、編曲: 水島康貴
2. AS TIME GOES BY
作詞: HIMK、作曲: 伊秩弘将、編曲: 水島康貴
3. Bright Daylight
作詞・作曲: 伊秩弘将、編曲: 水島康貴
4. What's up!
作詞・作曲: 伊秩弘将、編曲: 水島康貴
未発表楽曲。幻のシングル「You Make Me Cry」のカップリングに収録される予定だった。
5. Treasure
作詞・作曲・編曲: 葉山拓亮
6. Your innocence
作詞・作曲・編曲: 葉山拓亮
7. Confession
作詞・作曲・編曲: 葉山拓亮
8. love you
作詞: 島袋寛子、作曲: 大谷靖夫、編曲: Haya10
9. Eternal Place
作詞・作曲: 伊秩弘将、編曲: 田辺恵二
10. Notice my mind
作詞: 島袋寛子、作曲・編曲: 葉山拓亮
11. Baby don't cry
作詞: 島袋寛子、作曲: Lori Fine、編曲: COLDFEET
12. 愛が泣いてる
作詞: double S（Satomi、篠崎隆一）、作曲・編曲: 松本良喜
13. 光の中で
作詞: H.U.B.・園田凌士、作曲: 松本良喜、編曲: 中野定博
14. clover
作詞：西田恵美、作曲：関山弘之、編曲：SiZK・華原大輔
15. ヒーロー☆
作詞: 島袋寛子・山本領平、作曲: ワイアリー・モリス、編曲: 中塚武
16. Send My Love for you
作詞・作曲: 伊秩弘将、編曲: 水島康貴
未発表楽曲。元々2000年ごろに制作されていたが今作のために新たに歌いなおしているため最後のトラックになった。

## 作品情報
- AVCD-16084 定価3,000円

（寛 スペシャル・ボックスのDISC1としての品番はAVCD-16082）